# نيا فيسا
ني فيسا (Νέα Βύσσα) هي مدينة في إفروس في مقاطعة فوريا إلادا في اليونان.